# Heinrich von Münster (Domherr, † 1555)
Heinrich von Münster (* im 15. oder 16. Jahrhundert; † 24. Dezember 1555) war Domherr in Münster.

## Leben
Heinrich von Münster entstammte dem hochfreien westfälischen Adelsgeschlecht von Münster. Er war der Sohn des Johann von Münster und dessen Gemahlin Mechtild von Hackfort. Sein Onkel war der Dompropst Bernhard von Münster. Am 16. März 1536 ließ Heinrich durch einen Bevollmächtigten die päpstliche Provision auf die Präbende des verstorbenen Domherrn Arnd von Raesfeld vorlegen, verbunden mit der Bitte um Zulassung zur Inbesitznahme. Am 7. Januar 1537 immatrikulierte er an der Universität Perugia. Am 15. April 1542 wurde er Domherr in Münster, nachdem ein Vergleich mit seinem Bruder auf Vermittlung des Dompropstes Bernhard von Münster geschlossen wurde.
Am 14. Oktober 1555 verzichtete er auf seine Pfründe. Heinrich hatte eine Hochzeit mit Jutta von Raesfeld zu Ostendorf geplant, starb aber vorher am 24. Dezember 1555. Er hatte aus einem Konkubinat mit Anne Tortenmackers zwei Söhne, die er beide in seinem Testament bedachte.